# Diaulomorpha niveipes
Diaulomorpha niveipes är en stekelart som först beskrevs av Girault 1915.  Diaulomorpha niveipes ingår i släktet Diaulomorpha och familjen finglanssteklar. Inga underarter finns listade i Catalogue of Life.